# Fiann Paul

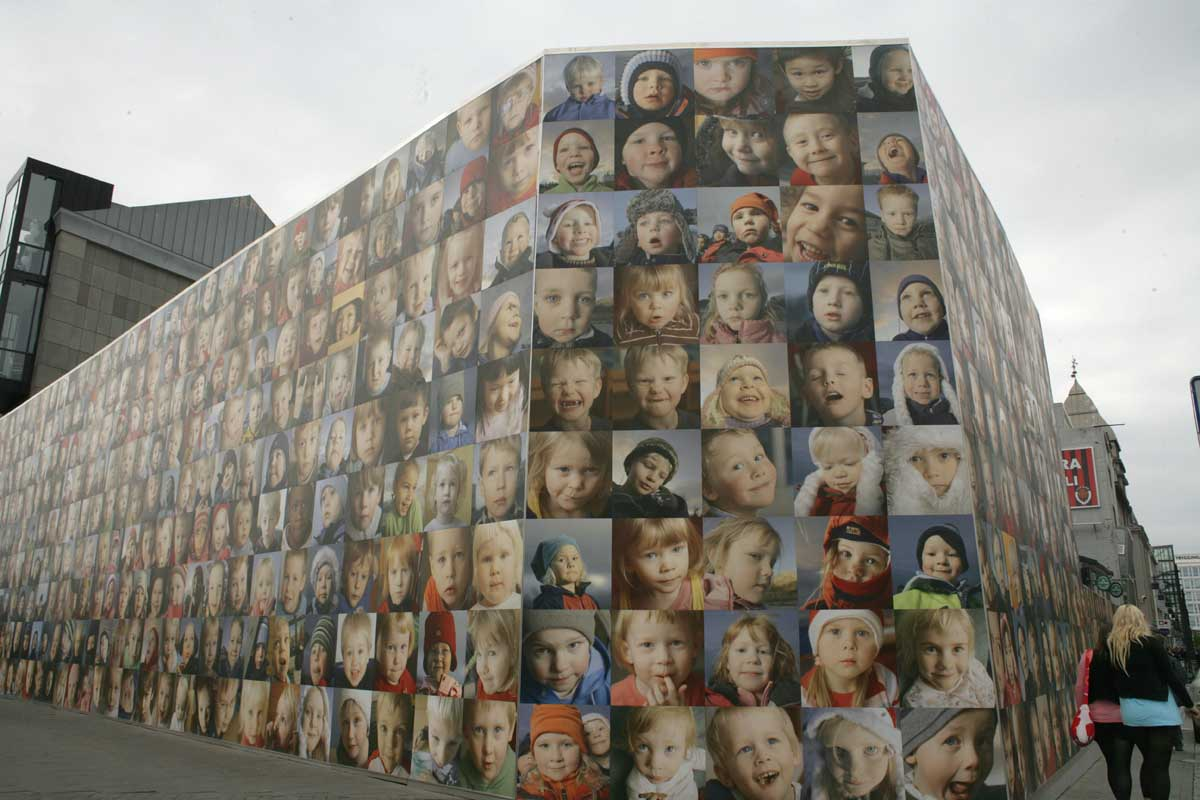
"Diálogo", gran-escala, instalación de arte a la intemperie en 2008, fotografiado por Fiann Paul

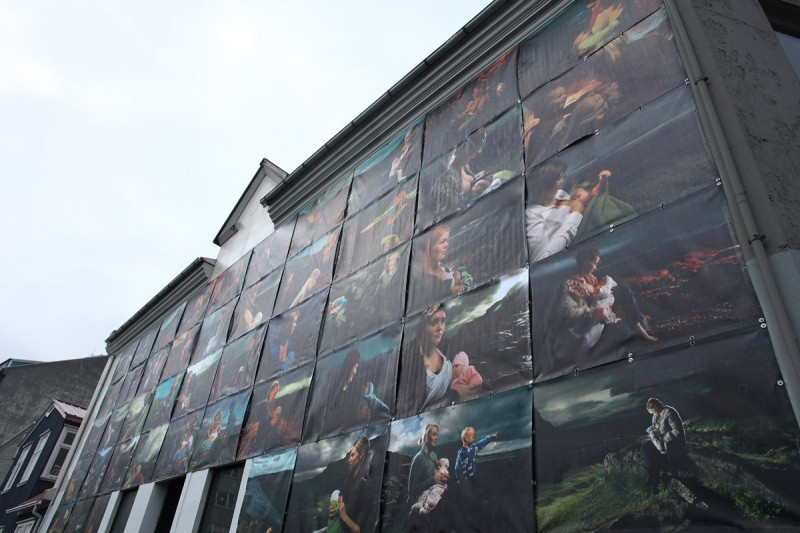
“See It!", gran-escala, instalación de arte a la intemperie en 2011 por Fiann Paul

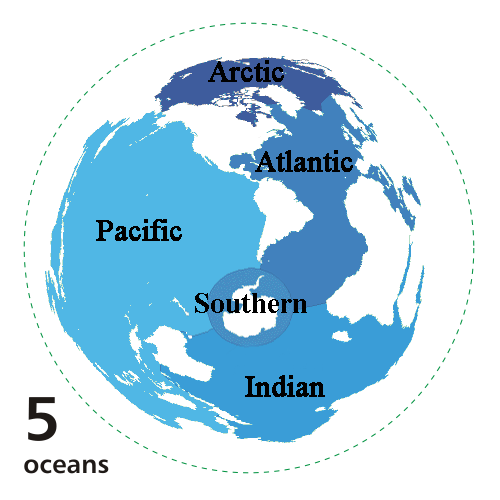
Límites Oceánicos según el modelo de los 5 océanos

Fiann Paul (nacido en 1980, Polonia) es un explorador, atleta y artista Islandés. Es el explorador que rompió la mayor cantidad de récords del mundo y la persona con la más alta cantidad de Récords Mundiales Guinness dentro de una única disciplina (41 en total, 33 basados en el rendimiento) a partir de 2019, seguido por Michael Phelps (23, 20), y Roger Federer (30,) 18)
Es conocido por ser el más rápido (2016) y el que ha roto la mayor cantidad de récord (2017) A partir de 2020, él es la primera y única persona en lograr el Grand Slam de Ocean Explorers (realizando cruces en aguas abiertas en cada uno de los cinco océanos utilizando embarcaciones de propulsión humana). A modo de comparación, alrededor de 70 personas han alcanzado el Grand Slam de land Explorers.
Fiann es el poseedor de varios de los honores más altos en la historia del remo oceánico, incluyendo el mayor número de títulos Guinness de “Primero en el Mundo” basados en el rendimiento (un total de 14, superando a Reinhold Messner, que tiene un total de 9 hasta 2020)  conocidos también como "primicias históricas", generalmente premiados por Guinness por exploraciones, como "Primero en remar los 5 océanos", "Primero en mantener los registros de mayor velocidad actuales en los 4 océanos" y primero en remar algunos de los mares nórdicos más septentrionales y varios títulos por ser el primero en remar algunas de las principales cuencas de agua más extremas de ambas regiones polares.
Fue el capitán de la expedición con más récord de la historia, El remero sentado en popa del bote más rápido en la historia del remo oceánico y el remero sentado en popa de los cruces con récord de mayor velocidad en cada océano.
Sus logros contribuyeron de manera crítica a que Islandia se convirtiera en el país titular de Récord Mundiales Guinness en deportes más alto del mundo por habitantes. A partir de 2018, sus registros constituyen el 68% del número total de récords deportivos islandeses del Récord Mundiales Guinness.
Fiann también es activo en el arte y la psicología, y ha llamado la atención por combinar de manera única diferentes campos de actividad.

## Deportes

### Récords de velocidad
Fiann ha cruzado los cuatro océanos en botes de remo accionados por hombres, sin apoyo, estableciendo los récords generales de velocidad para el Océano Atlántico, Índico y Pacífico y Ártico y Antártico. (logró el único cruce del Océano Antártico propulsado por humanos y, como resultado, no se adjudicó ningún récord de velocidad debido a la falta de competencia).

#### Antecedentes
Fiann empezó con el remo oceánico en 2007 mientras trabajaba para una fundación de caridad entrenando atletas en África.

#### 2011
En 2011 Fiann rompió el más competitivo récord de remo oceánico, el Atlantic Wind Trade Winds I. El actuó como un golpe de Sara G, el cual ganó el título del barco más veloz en la historia del remo oceánico y estableció un récord general de velocidad para el Atlántico Ocean además ganó Blue Riband Trophy de remo oceánico.

#### 2014, 2 océanos
En 2014 se convirtió en la primera persona en tener simultáneamente registros de velocidad total para el remo más rápido en 2 océanos (Atlántico e Indio).

#### 2016, 3 océanos
Se ha convertido en el único remero que ha conseguido los tres récords y en el único que ha conseguido los tres simultáneamente. Como consecuencia de estos múltiples logros, ha sido galardonado por Récords Mundiales Guinness con el título de “La primera persona en sostener simultáneamente los récords generales de velocidad en los tres océanos”, uno de los honores más importantes en la historia del remo oceánico.

#### 2017, 4 océanos
En 2017 amplió este título remando en el Océano Ártico, convirtiéndose en la primera persona en remar 4 océanos y ganando el récord general de velocidad en el Océano Ártico. Fue la mayor demolición de récords en la historia del remo oceánico: el récord existente en el Océano Ártico fue roto en 3.5 veces y el récord general de velocidad se estableció aún más alto que el récord general de velocidad del Océano Pacífico. Tras este logro, recibió títulos de Guinness de: "Primero en remar los 4 océanos" y "Primero en mantener récords de velocidad en los 4 océanos".

#### 2019, 5 océanos
En 2019, Fiann Paul capitaneó el primer tránsito remado impulsado por humanos a través del Pasaje de Drake, y la primera expedición impulsada por humanos en el Océano Austral. Se logró el 25 de diciembre de 2019, y se convirtió en la primera y única persona (a partir de 2020) en lograr el Grand Slam de Ocean Explorers: realizando cruces de aguas abiertas en cada uno de los cinco océanos utilizando embarcaciones de propulsión humana. En la expedición, Fiann otra vez actuó como guía.

#### Otras informaciones
Él ha obtenido la mayor tasa de éxito en la historia del remo oceánico mundial, midiendo el número de intentos de récords de velocidad respecto a número de expediciones exitosas. Él estuvo en la posición de carrera en cada una de las excursiones, siendo éste el rol el que determina el ritmo del paso del bote. El desempeño total de su esfuerzo en remo oceánico ha sido comparado con haber corrido aproximadamente 300 maratones. En una entrevista con Washington Times, mencionó que su frecuencia cardíaca en reposo durante el cruce que rompió el récord, fue de 95 BPM fuera del turno de trabajo, casi el doble de la frecuencia cardíaca normal en reposo. Sus récords constituyen la mayoría de los Récords Mundiales Guinness deportivos de Islandia. Dichos récords, fueron listados en la revista Grapevine como uno de los 7 "golpes" más notables entregados en la historia del deporte Islandés. En este acto, él fue sospechoso de camaradería con Ægir. En la actualidad, Fiann es uno de los remeros más exitosos del mundo.

## Pionero y expediciones

### Océano ártico Aguas Abiertas
En 2017 Fiann fue el capitán, carrera y jefe del proyecto Polar Row, la expedición impulsada por el hombre con más récords de la historia (11 Guinness World Records). Polar Row confrontó el viento con inconsistente patrones sin el uso de velas, ni motor, ni otro soporte que los remos manuales. La expedición constaba de dos equipos: Polar Row I y Polar Row II. En total, los equipos cubrieron 1250 millas náuticas medidas en línea recta (1440 Millas o 2316 km) a través del Océano Ártico y fue pionero en nuevas rutas de remo oceánico desde Tromsø a Longyearbyen, desde Longyearbyen hasta Arctic Ice Shelf (79°55'500vN) y luego desde Ice Shelf a Jan Mayen.

## Océano Antártico Aguas Abiertas

#### "The Impossible Row"
En 2019 Fiann fue el capitán de las 530 millas náuticas, la primera travesía de remo movida a fuerza humana del Pasaje de Drake y en el Atlántico Sur, aguas bautizadas como "el más temido océano en el globo” por Ernest Shackleton, biógrafo Alfred Lansing.

##### Historia

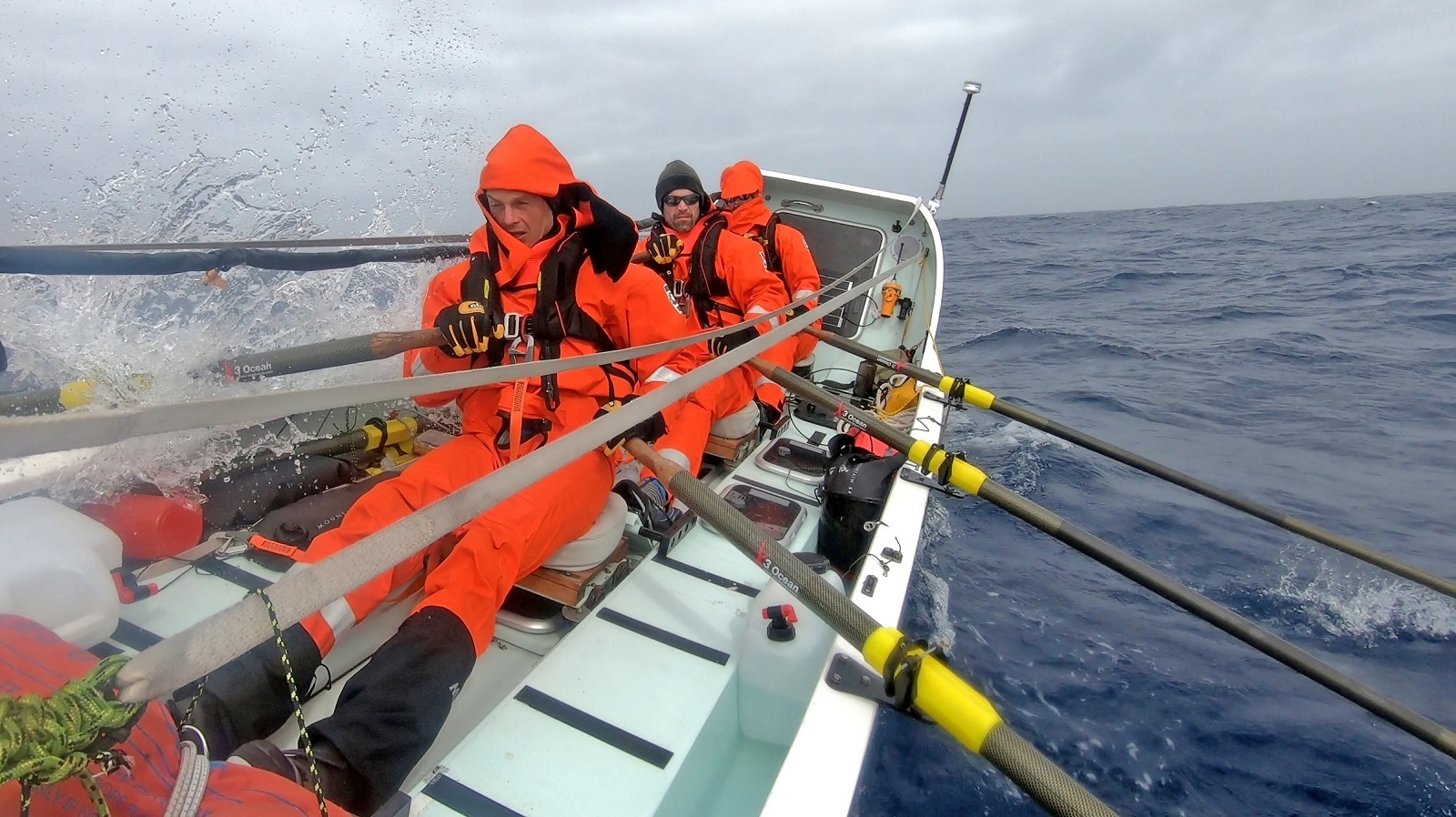
Fiann, con la asistencia de fabricantes de clase mundial, diseño equipos de seguridad de rendimiento híbrida/# trajes hechos específicamente a medida y cortados para los movimientos de remo. Estos trajes secos ofrecieron más flexibilidad para remar, en vez de los tradicionales que tienden a chafe y immobilizar. Los trajes fueron hechos a medida para cada miembro de equipo, siguiendo 25 medidas diferentes.

El remo Antártico fue articulado en abril de 2017. A conclusión de remo Polar II en agosto de 2017, en una entrevista con The New York Times, Fiann juró remar una ruta aún más difícil. Posteriormente, la expedición requirió el pago anticipado, irreversible, de sumas sustanciales en 18 meses antes, destinadas al seguro del barco de asistencia. Este pago se considera un requisito obligatorio del Tratado antártico y del IAATO para recibir un permiso de salida. La ley marítima requiere que una barca pequeña movida a fuerza humana y veleros primitivos sean acompañados por un barco de asistencia durante viajes de agua abierta dentro de las fronteras reales del Océano Del Sur. Fiann Mencionó que sea todo el dinero tenga en el tiempo.
En septiembre de 2017, Fiann reclutó a los primeros miembros del equipo, Andrew Towne y Jamie Douglas-Hamilton. El remo se programó inicialmente para diciembre de 2018, pero se pospuso debido a la falta de disponibilidad del buque que lo asistió. En enero de 2019 reclutó a Cameron Bellamy y John Petersen, completando el proceso de reclutamiento del equipo de dos años en abril de 2019 cuando el miembro final, Colin O’Brady sin experiencia previa en remo o remo en el océano, se unió al equipo para servir como primer compañero de Fiann. La participación de Colin en la expedición fue filmada por Discovery Channel como una serie, "The Impossible Row", producida en parte por el propio Colin O’Brady, cuya historia siguen las cámaras.
Justo antes del equipo dejó América Del sur, un Fuerza aérea chilena C-130 colisionó en el Pasaje de Drake. El área de búsqueda cubrió su ruta prevista. Cuando el capitán, Fiann tuvo que hacer una decisión de cómo hace para evitar el 150x150 millas bloqueados la zona anunciada por chileno Navy. Su capacidad para enfrentar la ruta tuvo que resistir un escrutinio largo en Cuerno de Cabo, conducido por oficiales de la marina. La lógica del enrutamiento oeste fue dictada por el área de búsqueda, como sugirieron los asesores, porque el viento yla marejada tienden para mover del este mientras el este de movimientos actual, el cual probablemente habría empujado también a la zona de la búsqueda. Además, por la misma razón, los marineros que cruzan el Pasaje de Drake típicamente escogen compensar al oeste. Aun así, Fiann, confiando en su intuición, fue en contra lógica y seguio al este. Pruebe la llamada correcta como el ejército había cambiado su cazar a la dirección opuesta. Miembro de tripulación Jamie Douglas-Hamilton dijo que esta decisión fue crucial a su éxito.
Abercrombie & La expedición de Lujo de Kent Cruise cambiaron su ruta para aclamar Fiann en sus esfuerzos, el mismo crucero en el cual durante el verano de 2020, Fiann fue convidado especial como conferenciante, entre conferenciantes como Lech Walesa.

El remo llevó 12 días, 1 hora y 45 minutos, rompiendo varios Guinness Registros Mundiales. El equipo experimentó temperaturas bajo cero, nieve y granizo, y slalomed hielo gigantesco bergs, el único en Antártida. La ancla de la fue desplegada 5 veces debido a mares difíciles. Aparte para los días de ancla del mar, significativos mileage estuvo hecho bien contra el viento, el cual diferencia rutas de barcas movidas a fuerza humana de las rutas de Vientos del Comercio. Guinness Editor de Registros mundiales-en-Jefe, Craig Glenday felicitó capitán Fiann Paul en persona y comentó:
"Este remo representa una de las más significativas aventuras de fuerza humana nunca emprendidas."
A llegada a Antártida, Fiann recitó El poema de Canción de Mar Grande del canadiense Inuit poeta Uvavnuk, primo de Aua. Encima día de Navidad, el diario nacional islandés publicó un artículo sobre la conquista de Fiann, bautizó: “Feasted con Ægir encima Navidad.” Fiann Paul recibió felicitaciones en persona del presidente de Islandia, Guðni Th. Jóhannesson. Hasta 2020, Fiann es el capitán de las en únicas 3 expediciones pioneras de fuerza humana de aguas abiertas de ambas regiones polares. A pesar de remar la mayoría de mares difíciles del mundo, Fiann nunca cambió la barca bajo su orden.
La expedición coincidida con 2 aniversarios importantes, el primer avistamiento del continente antártico por Bellingshausen, teniendo lugar exactamente hace 200 inviernos y el viaje de Magallanes hace 500 años. Fiann comentó que con anterioridad a esta expedición en Antártida era un Terra Australis Incognita a esfuerzos de fuerza humana justo les lo gusta era a cartographers con anterioridad a Bellingshausen.

## Arte
Como artista, Fiann es el autor de numerosas instalaciones artísticas a gran escala y a la intemperie, tanto a nivel nacional en Islandia como internacionalmente. Su trabajo se enfoca principalmente en temas de los pueblos indígenas, derechos de los niños, lactancia materna y derechos de los animales. Es de destacar que él fue uno de los autores de “Diálogo”, una instalación a la intemperie que se desplegó a lo largo de dos calles principales con fotografías de niños islandeses, en el corazón de la capital nacional en 2008. Fue también el autor del proyecto, "See It!" promocionando la toma de conciencia acerca de la lactancia materna, una instalación a la intemperie en pleno centro de Reikiavik, sobre la fachada de la calle Tryggvagata en 2011. Como artista, Fiann también estuvo involucrado en apoyar el bienestar de una especie local de caballos, amenazada de extinción, y única de las Islas Feroe.

## Beneficencia y otras actividades
En 2011 Fiann y Natalie Caroline fundaron la Fundación Fiann Paul. La fundación construyó una escuela primaria en los Himalaya en 2013. La escuela educa a 150 alumnos por año. El proyecto demuestra dos de sus principales intereses académicos, arquitectura y pedagogía. Fiann tiene títulos de maestría en ambas disciplina. Además de su educación formal, Fiann pasó 2 años en los Himalayas y 1 1/2 años en partes remotas de Groenlandia. Él considera este tiempo como períodos de transformación en su vida.
Fiann es uno de los dos miembros islandeses de la sociedad internacional profesional multidisciplinaria, con sede en Estados Unidos: The Explorers Club. Llevó la bandera del Club Explorers a Svalbard, a la plataforma de hielo del Ártico y a Jan Mayen durante el Polar Row.
Actualmente, Fiann está cursando estudios de posgrado en Psicología Profunda. Él está en formación para convertirse en Analista Junguiano en el Instituto C.G. Jung en Zürich. Su principal enfoque en el campo de la Psicología Profunda son los arquetipos de la virilidad. Ha realizado múltiples conferencias, discursos de motivación y talleres para jóvenes en diferentes partes del mundo.
Desde 2017, Fiann ha estado conduciendo conferencias sobre el Lado Oscuro del Viaje del Héroe, detallando los aspectos psicológicos de los deportes de ultra resistencia y la psique de los exploradores.

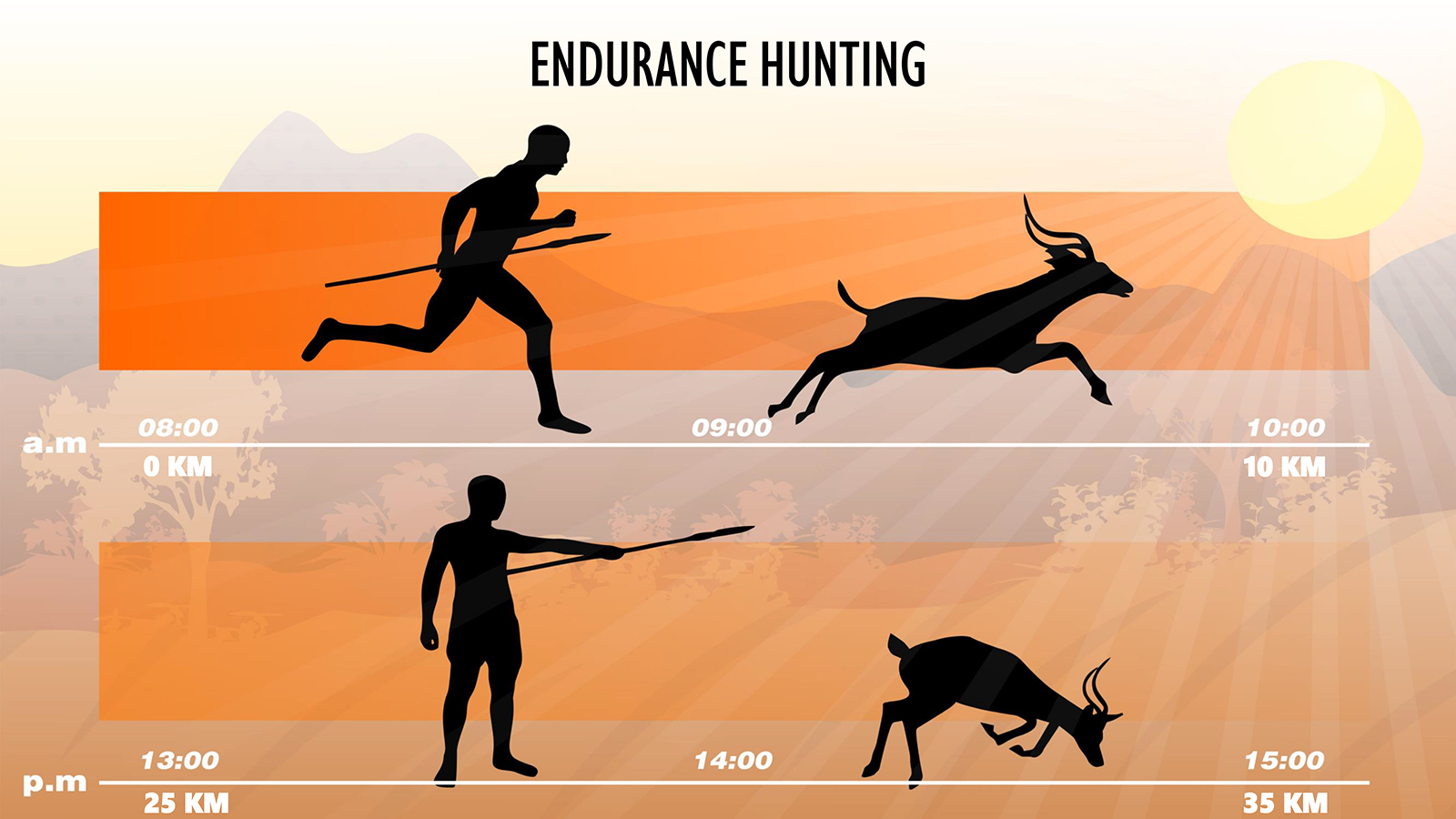
Timelapse de la caza de resistencia presentado por Fiann Paul durante la charla TEDx.

En 2019, Fiann habló en TEDxBend, donde elaboró sobre el potencial generado por las heridas psicológicas y la posibilidad de obtener un resultado constructivo basado en los rasgos de personalidad relacionados con estas heridas. Desde diciembre de 2019, la charla ha sido presentada por TED principal.

## Honores

### Primeros títulos mundiales de Guinness
"Primeros del mundo" es la forma más alta de Guinness World Récord, la propiedad de este título nunca expira.

#### Pioneros y exploraciones primeros del mundo
- Primero en remar el Océano Ártico de sur a norte, se registró por primera vez el cruce completo del mar de Barents con propulsión humana, 2017[48]
- Primero en remar las aguas abiertas del Océano Ártico norte a sur
- Primero en remar en el Mar deBarents
- Primero en remar en el Mar de Groenlandia
- Primero en remar los 4 océanos, 2017[28]
- Primero en remar el Océano Ártico en ambas direcciones, 2017[96]
- Primero en remar a través del Pasaje de Drake, 2019
- Primero en remar en el Océano Austral, 2019
- Primero en remar al continente antártico, 2019
- Primero en remar en ambas regiones polares, 2019
- Primero en remar en 5 océanos (primero en completar el Grand Slam de Ocean Explorers), 2019[1]

#### Otros primeros del mundo
- La primera persona con una[note 4] velocidad de Récord Mundial Guinness total simultánea de remo en los tres océanos: 2016[99]
- Primero en mantener los récords de velocidad en los 4 océanos, 2017[28]
- Primera persona en tener dos veces tres registros simultáneos de velocidad de remo en el océano en diferentes océanos (hat-trick): 2017[1]

### Guinness Mayores
Récords Mundiales Acumulativos de Récords Guinness para el número total de logros en Remo en Océano
- La mayoría cantidad de registros de velocidad de remo oceánica obtenidos simultáneamente en diferentes océanos (3): 2016
- La mayoría de los registros de velocidad de remo oceánico obtenidos simultáneamente en diferentes océanos, (4): 2017
- La mayoría de los registros de velocidad general de remo oceánico en dos años consecutivos (2): 2017
- La mayoría de los remos Polar Open Water completados por un remero (3): 2019
- La mayoría de los registros de latitud en poder de un remero (6): 2019

### Récords mundiales totales de velocidad Guinness
Existen múltiples registros de velocidad en cada océano para diferentes rutas, clases y categorías. Sin embargo, el registro de velocidad general es el tipo más alto de registro de velocidad que existe.
- Cruce más rápido del Océano Atlántico (récord de velocidad total), 2011[100]
- Cruce más rápido del Océano Índico de Este a Oeste (récord de velocidad total), 2014
- Cruce más rápido del Océano Pacífico (récord de velocidad total): 2016[101]
- Cruce más rápido del Océano Ártico (récord general de velocidad), 2017[28]

#### Otros récords mundiales de velocidad Guinness
- Cruce más rápido del Océano Índico en equipo, 2014[102]
- Récord Mundial Guinness por el mayor número consecutivo de días remados para una distancia de más de 100 millas (12 días), 2011[103]

### Récords Mundiales de Guinness Geográfico
Los registros de latitud solo se pueden reclamar dentro de la expedición que cumpla con los criterios de remo oceánico de distancia mínima cubierta.

#### Récords Mundiales Guinness de Latitud
- La latitud más septentrional (78°15'20") alcanzada por un barco de remos, 2017[28]
- Punto de partida más septentrional (78°13'), 2017[96]
- La latitud más septentrional alcanzada por un buque de remos (borde de la plataforma de hielo - 79°55'50''), 2017[96]

- El comienzo más meridional de una expedición de remo, 55°58′S
- La latitud más meridional alcanzada por un bote de remos, 64°14′S

#### Récords Mundiales Guinness  de Distancia más larga
- Distancia agregada más larga remada en aguas abiertas polares.
- La mayor distancia remada por un equipo en el Océano Índico, 2014[96]

### Récords mundiales de remo oceánico
- Mayor cantidad de récords rotos de remo oceánico,[96]
- Mayor cantidad de récords rotos de cruces oceánicos, 2017[49]
- Expedición humana con mayor cantidad de récords rotos, 2017[49]
- Bote de remos oceánicos más rápido de la historia en comparación con la velocidad promedio de los remos en cualquier océano, 2011[31]

### Otros honores
- Ganador de la Gran Carrera del Pacífico en clase clásica: 2016[105]
- Ganador de la Gran Carrera del Pacífico en todas las clases (contra la clase abierta): 2016[99]
- Trofeo Blue Riband del Remo Marino: 2011 hasta la actualidad[106]
- Poseedor de la mayoría de los Guinness World Records del deporte Islandés[42]
- Oars of Anders Svedlund de amigos y familiares de Anders Svedlund[107]
- Diploma de personal militar de Jan Mayen por sus logros en remo oceánico[107]

### Rutas Rompe Records

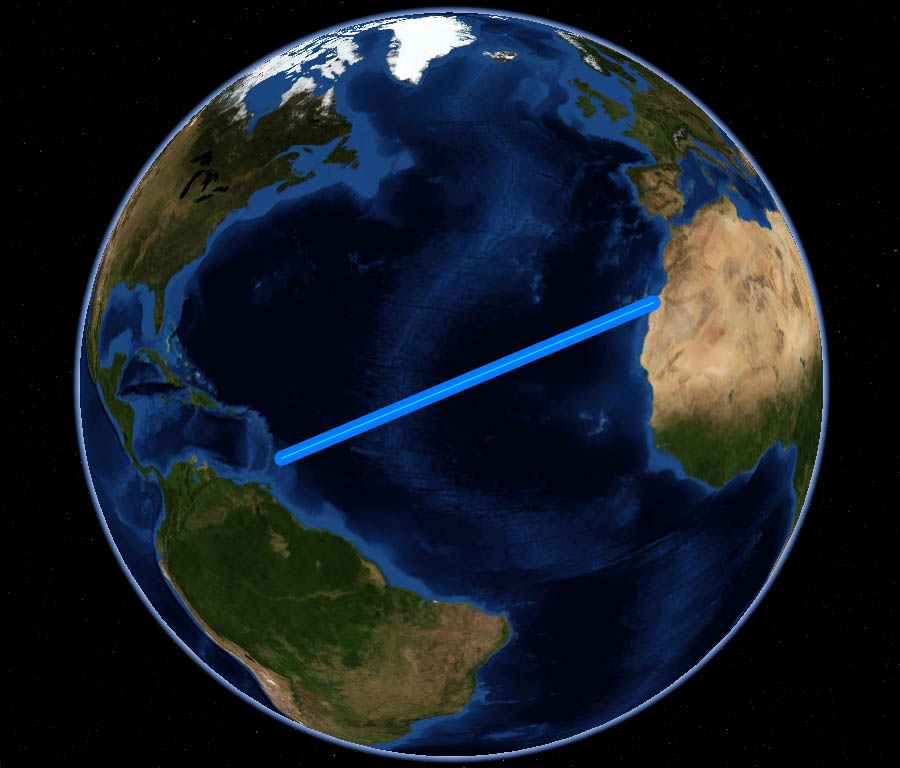
Récord de velocidad general en el Océano Atlántico 2011; Ruta: Tarfaya, Marruecos al Puerto St.Charles, Barbados; Equipo: Sara G; Tipo de barco: classic-6; Tiempo: 32 días; Distancia en línea recta: 3168 millas o 5098 km; Velocidad media: 3.386 nudos o 3.896 mph
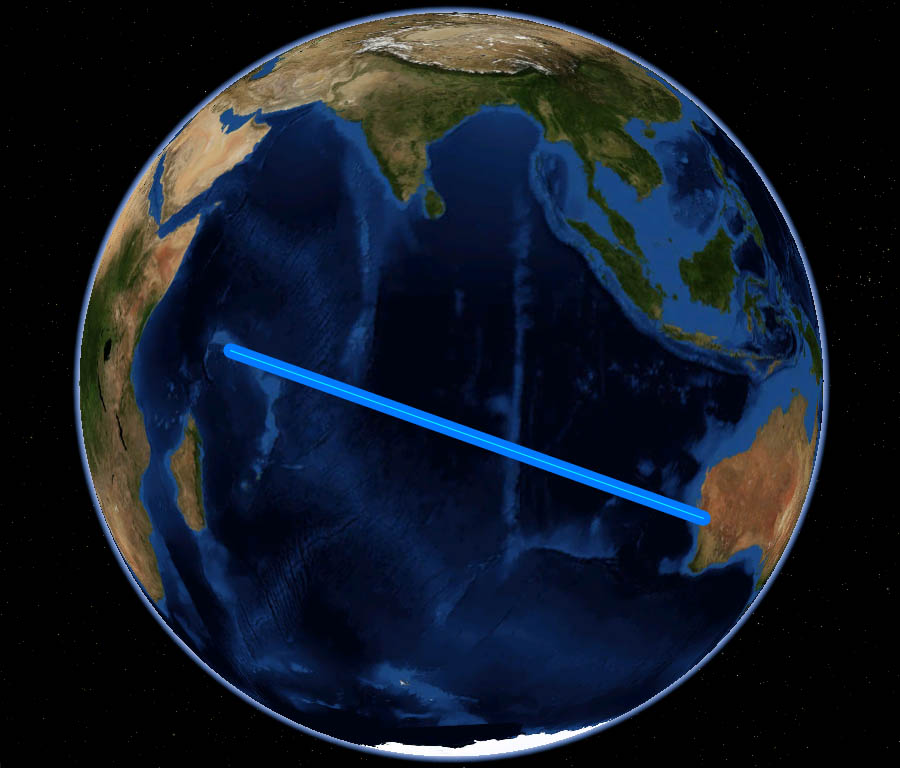
Récord de velocidad general en el Océano Índico 2014; Ruta: Geraldton, Australia a Victoria, Mahe, Seychelles; Equipo: Avalon; Tipo de barco: classic-8; Tiempo: 57 días 10 horas 58 minutos; Distancia en línea recta: 4208 millas o 6772 km; Velocidad media: 2.65 nudos o 3.05 mph
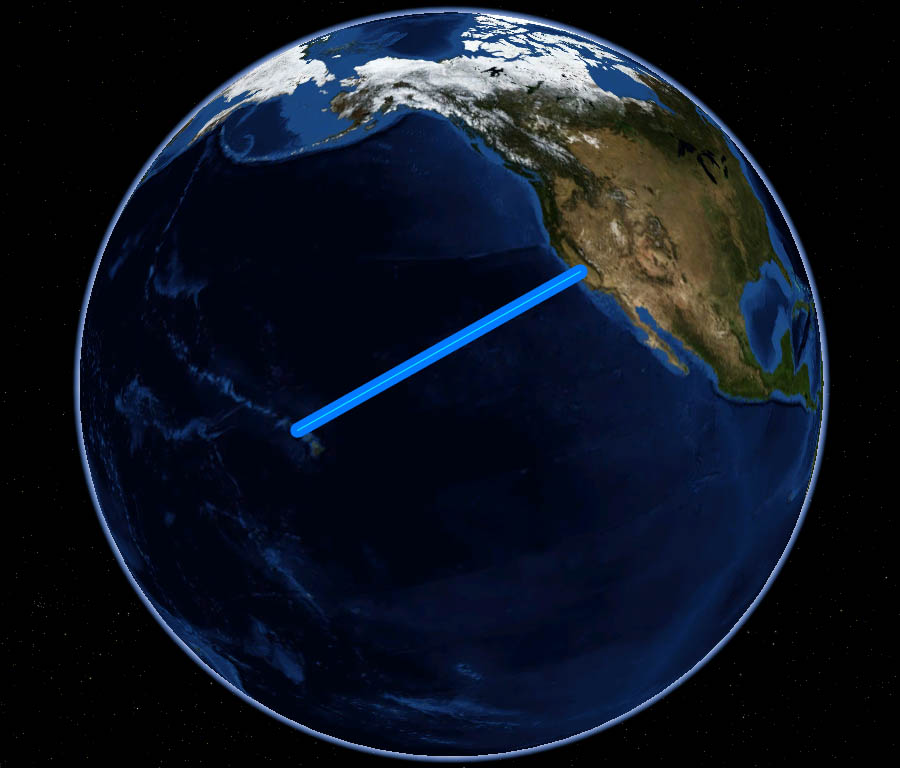
Récord de velocidad general en el Océano Pacífico 2016; Ruta: a Monterey, CA a la cabeza del Diamante, O'ahu, Hawaii; Equipo: Uniting Nations; Tipo de barco: classic-4; Tiempo: 39 días 9 horas 56 minutos; Distancia en línea recta: 2406 millas o 3365 km; Velocidad media: 2,21 nudos o 2.543 mph
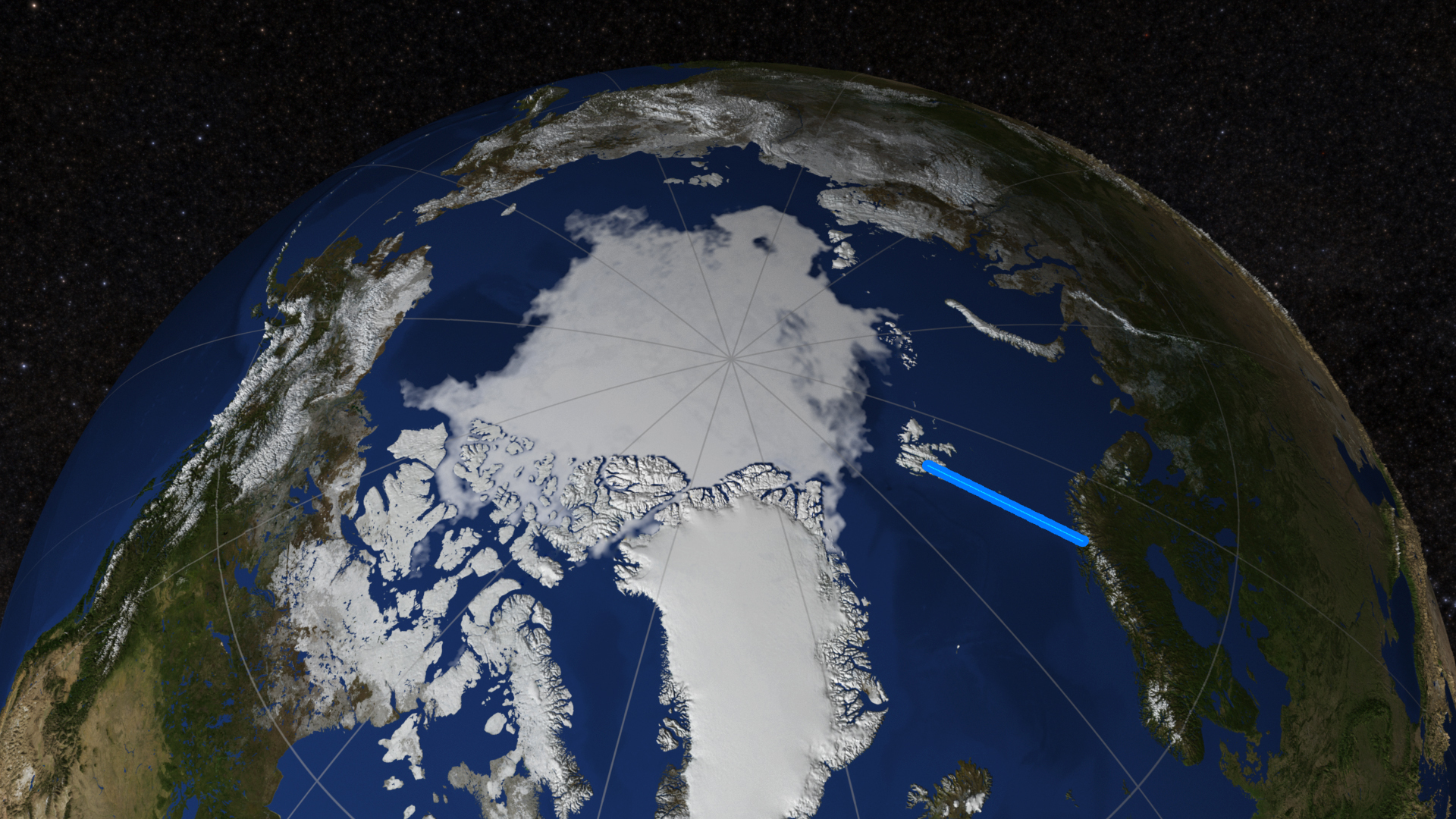
Ruta: Tromsø, Noruega a Longyearbyen, Svalbard; Equipo: Polar Row I; Tipo de barco: abierto 4; Posición de Fiann: Capitán, patrón, golpe; Tiempo: 7 días, 7 horas; Distancia en línea recta: 600 millas o 965 km (512 millas u 824 km hasta Hornsund); Velocidad promedio: 2.56 nudos o 2.95 mph
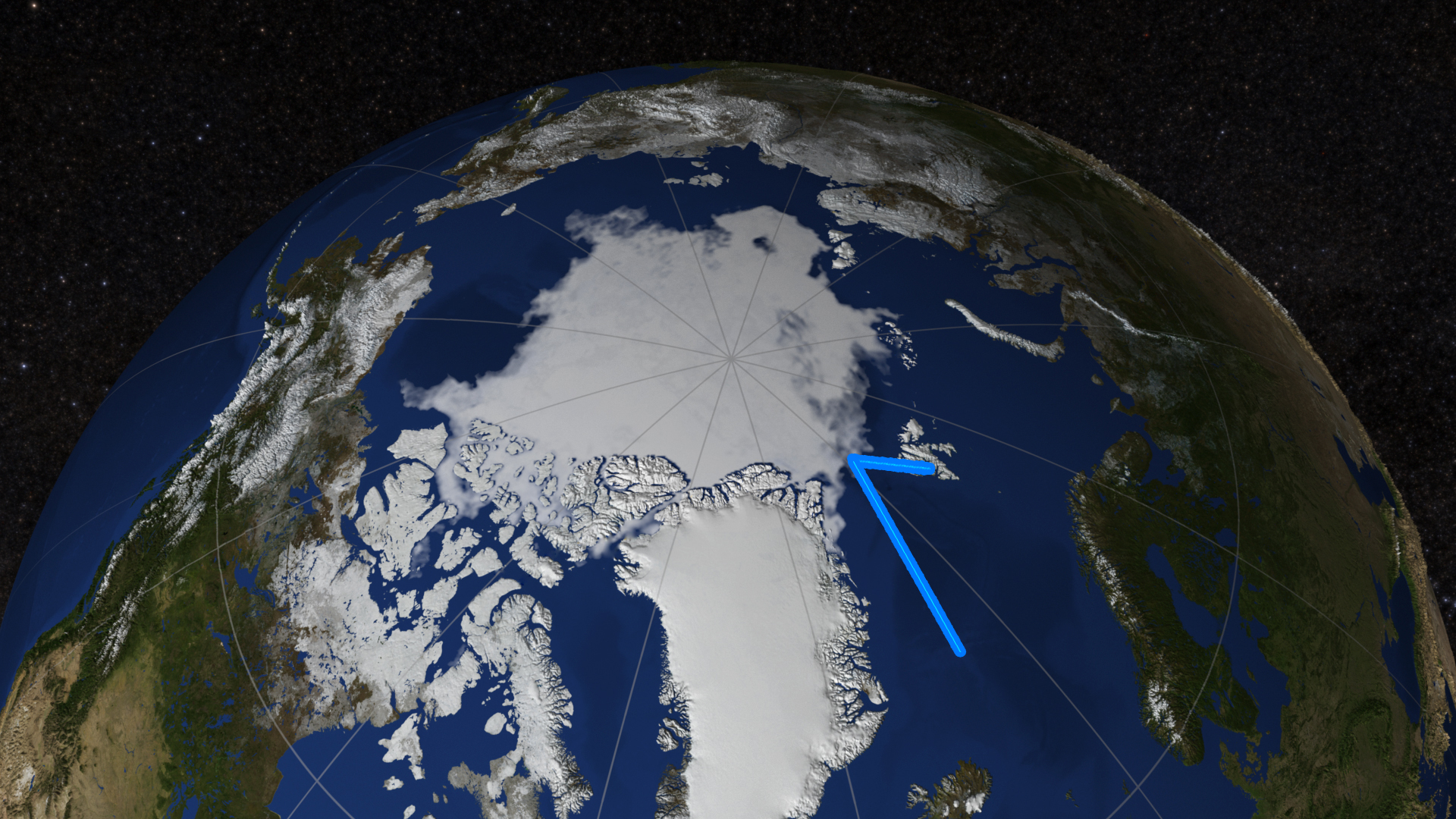
Registro La latitud más septentrional, 2017; Ruta: Longyearbyen, Svalbard a a la plataforma de hielo del Ártico, la plataforma de hielo del Ártico a Jan Mayen; Noruega; Equipo: Polar Row II; Tipo de barco: abierto 4; Posición de Fiann: Capitán, patrón, golpe; Tiempo: 12 días, 18 horas; Distancia en línea recta: 150 millas o 240 km a la plataforma de hielo del Ártico + 690 miles o 1111 km a Jan Mayen = 840 millas o 1351 km
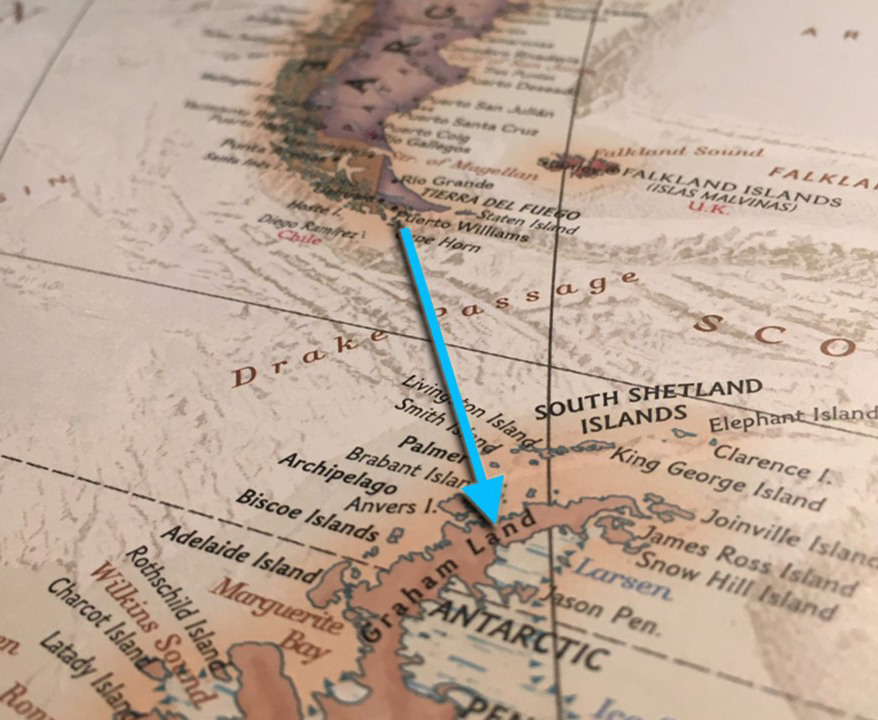

Fiann Paul y Reinhold Messner fueron los únicos exploradores que lograron el hat-trick por exploración adjudicado por Guinness.

## También vea
- Islandia
- El libro Guinness de los récords